# Kubo Tatsuhiko
Kubo Tatsuhiko (久保 竜彦 sinh ngày 18 tháng 6 năm 1976) là một cựu cầu thủ bóng đá Nhật Bản. Anh từng thi đấu cho đội tuyển bóng đá quốc gia Nhật Bản.

## Sự nghiệp câu lạc bộ
Sau khi tốt nghiệp trung học, anh gia nhập Sanfrecce Hiroshima năm 1995. Anh có trận đầu tiên năm 1996 và trở thành tiền đạo kế tục Takagi Takuya từ năm 1998. Tuy nhiên câu lạc bộ xuống chơi ở J2 League năm 2002. Anh chuyển tới Yokohama F. Marinos năm 2003. Năm 2003, đội vô địch J1 League. Anh được bầu chọn là Cầu thủ Nhật Bản xuất sắc nhất năm. Tuy nhiên anh gặp phải chấn thương lưng năm 2004. Anh chuyển tới Yokohama FC năm 2007. Câu lạc bộ phải xuống chơi ở J2 League mùa giải đó và anh trở lại Sanfrecce Hiroshima năm 2008 và chuyển sang Zweigen Kanazawa năm 2010. Anh giải nghệ cuối mùa 2011.

## Thống kê sự nghiệp
| Đội tuyển bóng đá Nhật Bản | Đội tuyển bóng đá Nhật Bản | Đội tuyển bóng đá Nhật Bản |
| Năm                        | Trận                       | Bàn                        |
| -------------------------- | -------------------------- | -------------------------- |
| 1998                       | 1                          | 0                          |
| 1999                       | 1                          | 0                          |
| 2000                       | 5                          | 0                          |
| 2001                       | 2                          | 0                          |
| 2002                       | 5                          | 0                          |
| 2003                       | 3                          | 2                          |
| 2004                       | 9                          | 6                          |
| 2005                       | 0                          | 0                          |
| 2006                       | 6                          | 3                          |
| Tổng cộng                  | 32                         | 11                         |